# Torvijärvi
Torvijärvi är en sjö i Övertorneå kommun i Norrbotten och ingår i Torneälvens huvudavrinningsområde. Sjön har en area på 0,0858 kvadratkilometer och ligger 137 meter över havet. Torvijärvi ligger i Torne och Kalix älvsystem Natura 2000-område.

## Delavrinningsområde
Torvijärvi ingår i det delavrinningsområde (738356-183732) som SMHI kallar för Utloppet av Puostijärvi. Medelhöjden är 140 meter över havet och ytan är 54,25 kvadratkilometer. Räknas de 28 avrinningsområdena uppströms in blir den ackumulerade arean 397,05 kvadratkilometer. Armasjoki (Puostijoki) som avvattnar avrinningsområdet har biflödesordning 2, vilket innebär att vattnet flödar genom totalt 2 vattendrag innan det når havet efter 79 kilometer. Avrinningsområdet består mestadels av skog (58 procent). Avrinningsområdet har 13,75 kvadratkilometer vattenytor vilket ger det en sjöprocent på 25,3 procent.